# Cataetyx niki
Cataetyx niki är en fiskart som beskrevs av Cohen, 1981. Cataetyx niki ingår i släktet Cataetyx och familjen Bythitidae. Inga underarter finns listade i Catalogue of Life.